# 布雷肯里奇 (印第安納州)
布雷肯里奇（英語：Breckinridge）是位於美國印地安納州哈里森縣的一個非建制地區。該地的面積和人口皆未知。